# Koșaro-Oleksandrivka, Uleanovka
Koșaro-Oleksandrivka (în ucraineană Кошаро-Олександрівка) este un sat în comuna Lupolove din raionul Uleanovka, regiunea Kirovohrad, Ucraina.

## Demografie
Componența lingvistică a localității Koșaro-Oleksandrivka
     Ucraineană (98,62%)
     Alte limbi (0,83%)
Conform recensământului din 2001, majoritatea populației localității Koșaro-Oleksandrivka era vorbitoare de ucraineană (98,62%), existând în minoritate și vorbitori de alte limbi.